# Kyle Grayson
Kyle Grayson (* 1975) ist ein britischer Politikwissenschaftler, der als Professor an der Newcastle University forscht und lehrt und dort die School of Geography, Politics and Sociology leitet. Er amtiert als Vorsitzender der British International Studies Association (BISA) (Stand 2023).
Seine akademischen Qualifikationen erwarb Grayson an kanadischen Universitäten: Bachelor (Politikwissenschaft) 1998 an der Queen’s University, Master (Politikwissenschaft) 1999 an der York University, dort wurde er 2005 auch zum Ph.D. promoviert (Hauptfach: Internationale Beziehungen, Nebenfach: Politische Theorie). Nach Forschungstätigkeiten am Canadian Consortium on Human Security und am May Centre for International and Security Studies der York University wechselte Grayson 2005 an die Newcastle University, wo er erst als Lecturer, dann ab 2012 Senior Lecturer und ab 2017 als Reader lehrte. Im August 2019 wurde er zum Professor ernannt.
Seine Forschungsschwerpunkte sind: politische Gewalt, Populärkultur und Weltpolitik, Ästhetik, Kritische Geopolitik, internationale politische Soziologie.

## Schriften (Auswahl)
- Cultural politics of targeted killing: on drones, counter-insurgency, and violence. Routledge, Taylor & Francis Group, London/New York 2916, ISBN 978-1-13864-605-6.
- Chasing dragons: security, identity, and illicit drugs in Canada. University of Toronto Press, Toronto/Buffalo 2008, ISBN 978-0-80209-287-8.